# リッジレーサー6
『リッジレーサー6』（Ridge Racer 6）は、2005年12月10日にナムコ（後のバンダイナムコエンターテインメント）から発売されたXbox 360専用のレースゲームである。アメリカでは同年11月22日、ヨーロッパでは2006年1月20日に発売。

## 概要
『リッジレーサーズ』を含めるとコンシューマーゲームの『リッジレーサー』シリーズの第7弾にあたり、ナンバリングタイトルだと『リッジレーサーV』から5年9か月ぶりに発売された作品となる。
Xbox 360のローンチタイトルとして発売され、ゲーム中のメニュー画面などのデザインは、Xbox 360のイメージカラーと同様、黄緑と白の2色を中心にデザインされている。これまでのタイトルはPlayStationシリーズをメインに据えて発売されたシリーズであるが、『6』はPlayStationシリーズ以外のゲーム機から発売されたタイトルである。
シリーズで初めて720p (D4) までのハイビジョン出力に対応した。ドルビーデジタル5.1chにも対応しサラウンドによる効果音が楽しめるが、BGMはオープニングの曲などを除きステレオとなっている。
またXbox LIVEによるオンライン環境にも対応し、オンライン対戦やマシン・BGMのダウンロードなどが可能となった。オンライン対戦を楽しむには、有料のXbox LIVE ゴールドメンバーシップに加入する必要がある。
マシンの挙動は『レーサーズ』に近く、『レーサーズ』で新たに搭載されたニトロシステムが本作でパワーアップして登場した。
シリーズおなじみのゲーム起動時ミニゲームとしてパックマンが収録された。本作のレースクイーンは、『レーサーズ』に引き続き永瀬 麗子が起用されている。ほかに鉄拳シリーズのキャラクター、三島平八(CV:郷里大輔)がごくまれにレース中DJを務めることがある。
前作まではマシンに貼り付けているステッカーはゼビウスやギャラガ、ギル&カイなどナムコのアーケードゲームやそれらに登場するキャラクター名がモチーフとしたステッカーのみ登場したが、本作からゼネラルリソースやシャオユウ、タリムなどエースコンバットシリーズや鉄拳シリーズ、ソウルキャリバーシリーズなどの家庭用ゲーム作品に登場するキャラクターや会社をモデルとしたステッカーが登場する。
リッジレーサーシリーズで初めてDVD-ROMを採用した作品であり、シリーズで初めて英語のほかに日本語で実況する作品でもある。
2021年11月15日にXbox OneおよびXbox Series X/Sの後方互換機能に対応した。

## システム

### 操作方法
これまでのシリーズと同様、左スティックか方向パッドでステアリング操作を行い、Aボタン・Bボタンでアクセル・ブレーキを行う。ミッションはATとMTを選択でき、MTの場合はシフトダウンとシフトアップを自分で操作する。なお、操作設定はあらかじめ用意されている6種類の中から選択可能。

### ドリフト
曲がりたい方向へステアリングを切り、アクセルを一旦離した後に再度アクセルを踏むとマシンがドリフトする。マシンには以下のドリフトタイプのいずれかが設定されており、それぞれドリフトの挙動が異なる。本作から1クラス内にスタンダード車が2台入るなどの1タイプ多車種化や、アルティメットチャージ率パラメーターの導入、直線ドリフト時の減速率などの補正が入るようになり、より車ごとの差別化が広がった。
スタンダード
最もバランスのとれているタイプで扱いやすい。ドリフト時の速度低下も少ない。
マイルド
ドリフト時にあまり車体が傾かず制御しやすい。チャージ特性はスタンダードとほぼ同じか若干悪い。
ダイナミック
ドリフト時に大きく車体が傾くため制御しにくく、速度の落ち込みが大きいためニトロをチャージするのが難しい。その分アルティメットチャージ率は格段に大きく設定されている。

### ニトロ
ドリフトするとニトロがチャージされ、一定のチャージ量がたまると発動できるようになる。ニトロを発動すると急加速するが、発動中にドリフトしてもニトロはチャージされない。ニトロは最大3回分までチャージすることができる。
以上のルールは『リッジレーサーズ』で搭載されたニトロシステムとほぼ同様だが、本作はニトロを2、3回分同時に使用することができるようになった。
シングルニトロ
右トリガーを引くと発動。持続時間は5.0秒。
ダブルニトロ
左トリガーを引くと発動。持続時間は7.5秒。シングルニトロより最高速度が高い。
トリプルニトロ
右トリガーと左トリガーを同時に引くと発動。持続時間は10秒。ダブルニトロより最高速度が高い。
ニトロ使用時の最高速度はマシンによって差があり、ドリフトタイプで言うとダイナミック・スタンダード・マイルドの順に高くなる。しかしアルティメットチャージにおいてはダイナミックがもっとも有利であり、一概に不利とはなっていない。

### アルティメットチャージ
ニトロを使用していないが、本来の最高速以上のスピードを出している状態でドリフトをすることにより、通常よりも多くニトロをチャージすることができる。このことをアルティメットチャージと呼ぶ。アルティメットチャージが可能なのはニトロ終了後のわずかな時間しかない。
ニトロを使い終わった直後にドリフトを開始してアルティメットチャージを成功させるとニトロゲージが光るが、下り坂や敵車のプッシュを利用して最高速以上の状態でドリフトしても、ゲージは光らないものの、アルティメットチャージと同じスピードでニトロが溜まる。

## 内容

### モード
World Xplorer（ワールドエクスプローラー）
リッジユニバースと呼ばれるマップに数多く用意されたレースイベントをクリアしていく1人用モード。マップはいくつかのゾーンに分かれ、ゾーンごとに使用可能なマシンクラスが設定されている。レースをクリアすると新たなレースが出現したり、プライズを獲得できたりする。
Global Time Attack（グローバルタイムアタック）
プレイヤーのマシンのみでコースを走り最速タイムを目指す1人用モード。Xbox LIVEにサインインしている場合は最速タイムがグローバルランキングに登録され、自分や他人のランキングを閲覧することができる。ゴーストデータがアップロードされている場合、そのゴーストをダウンロードして一緒にタイムアタックをしたり、リプレイを見たりすることができる。
Single Race（シングルレース）
コンピュータのマシンと1戦だけのレースを楽しむ1人用モード。
Online Battle（オンラインバトル）
世界中のプレイヤーとXbox LIVEを通じて楽しむオンライン対戦モードで、有料のXbox LIVE ゴールドメンバーシップへの加入が必要。ランクマッチとプレイヤーマッチの2つのモードがあり、ランクマッチの場合は勝敗に応じてワールドランキングが上下する。一方プレイヤーマッチの結果はワールドランキングに反映されない。どちらのモードもユーザが作成するロビーに入室（1つのロビーに最大14人まで入室可能）し、対戦条件やマシンを選択した後にレースを行うが、レースに参加せず観戦するだけも可能。ロビーを作成したプレイヤー（ホスト）はレースの細かいルールを設定することができる。ロビーやレース中はボイスチャットが可能。なおこのモードのレースのみ、BGMを変更して遊ぶことができない。
Multi Battle（マルチバトル）
画面を上下2分割してレースする2人用モード。
Options（オプション）
ゲームのオプションを設定するモード。AVプレイヤーでは本作に収録されている曲（ダウンロードコンテンツで購入した曲含む）を聞くこともできる。
Garage（ガレージ）
獲得したマシンや戦績などを確認するモード。Online Battleの戦績も確認可能。また一定条件を満たすことで、マシンのカラーリングを変更することもできる。

### ルール
World Xplorerではレースごとにルールが設定されている。通常はライバル13台とコースを3周走る。
ノーマルレース
通常ルール。
デュエル
ボス1台のみと対戦するルール。
アンチャージレース
ニトロがチャージされないルール（敵車は通常通りニトロを使用する）。
テトラバトル
ボス3台と対戦するルール。
リバースチャージレース
ニトロ発動中にドリフトするとニトロがチャージされるルール。

## コース
コースはいくつかごとに同じ地区になっており、それぞれ分岐によってコース取りが変わっている。そのため複数のコースで一部の道を共有することがある。なお、ダウンタウンレイブシティは『リッジレーサーズ』に収録された同名コースがリファインされての登場となるが、それ以外は全て本作で初めて登場したコースになる。コースにはそれぞれ通常ルートと逆走ルート、ミラー（左右が逆になっている、鏡の中のような世界）がある。以下は通常コースの場合について述べる。
Harborline 765（ハーバーライン765）
全長4,167m。近代的な都市部からスタートし、アップダウンのある道を進み、ビーチ部などを経て再び都市部へ戻るコース。『リッジレーサー』等に登場したコース「シーサイドルート765」を髣髴させるような、巨大モニタが据え付けられたビルをくぐるトンネルも登場する。
Southbay Docks（サウスベイドックス）
全長5,694m。巨大なタンクやコンテナが並ぶ港湾地区からスタートし、高速道路に合流、再び港湾地区に戻る際には『リッジレーサー』シリーズらしく跳ね橋を大ジャンプするというコース。時間帯は午前5時の早朝であり、車や建造物の影は薄い。
Highland Cliffs（ハイランドクリフ）
全長6,377m。スタートしトンネルを抜けるとカーブの多い登り坂・下り坂が続く峠道となるため、アップダウンの中でのドリフトテクニックが必要となるコース。峠を抜けると緩やかな勾配とともにストレートが続く。高地の高原が舞台で牛や羊の放牧が見られる。
Crossbay Tunnel（クロスベイトンネル）
全長7,149mで、本作に収録されたコースの中で最長。派手なイルミネーションが輝くテーマパークの中に作られたトンネルを走るコース。特に360度の長いカーブが特徴的である。トンネル内部は赤や緑の光によって照らされており、テーマパークの雰囲気を感じることができる。
Surfside Resort（サーフサイドリゾート）
全長3,527m。シンプルなコースレイアウトのショートコース。最終コーナーは急カーブだが、基本はストレートが続く。ただし道幅は狭い。南欧を髣髴とさせる海辺のリゾートシティが舞台で、タイルや、海上を渡る網目の橋といった一風変わった路面が登場する。
Lakeshore Drive（レイクショアドライブ）
全長3,376m。シンプルなコースレイアウトのショートコース。これといった急カーブはなく、勾配もきつくないため走りやすい。大きな湖の周りを走り、途中で湖を横断する橋を渡る。
Island Circle（アイランドサークル）
全長4,177m。急カーブが多いコース。マシンのスピードが速ければ速いほど難易度が上がる。道幅が狭いため、長いヘアピンカーブでのドリフト中に他のマシンと接触しないよう気を付ける必要がある。
Airport Lap（エアポートラップ）
全長5,971m。道幅の広いストレートと鋭角なカーブのあるレイブ国際空港の滑走路エリアと高速道路で構成されたコース。ストレート部とカーブ部がはっきりしているのでメリハリの付いた走りをする必要がある。
Rave City Riverfront（レイブシティリバーフロント）
全長7,023m。摩天楼の中に巡らされた高速道路を走るコース。ハイスピードで大ジャンプする場所が多く、ジャンプの距離が長ければ、通常では行くことのできない別のルートに着地できる場所もある。
Seacrest District（シークレストディストリクト）
全長3,913m。海辺のリゾートシティからスタートし、石畳でできた住宅街の道の中を進み、崖に囲まれたルートを突き進んで再び海辺に出るコース。ショートコースだが道幅が狭く、急カーブも多いので混戦となることが多い。
Laketop Parkway（レイクトップパークウェイ）
全長4,832m。路肩が未舗装の部分があるため、見た目より道幅が狭いコース。ライン取りを正確に行う必要がある。時間帯は夕方。コース端に小さな噴水が設置されており、アルティメットチャージを決めれば高く噴き上がる。
Midtown Parkway（ミッドタウンパークウェイ）
全長5,319m。近代的な都市部からワインディングロードへ進むコース。細かい複合カーブが多い。本作のコースの中で最も狭い道が出てくるので、他のマシンとの間隔を注意する必要がある。
Aviator Loop（アビエーターループ）
全長2,996m。本作のコースの中で最も短いコース。そのほとんどをストレートが占め、コーナーは4つのみという最もシンプルなレイアウト。当然難易度は低いが、些細なミスが勝敗を分けるシビアなコースである。
Sunset Heights（サンセットハイツ）
全長4,254m。日没後のリゾートシティからスタートし、強烈な上り坂を一気に駆け上り、ストレートへ。その後、連続したカーブをパスし、一気に下るという山岳コース。アップダウンは本作のコースの中で最も激しい。
Downtown Rave City（ダウンタウンレイブシティ）
『リッジレーサーズ』で初登場したコースで、後にPS3版の『7』にも収録されたが、今作だけ全長が3,954mとされている（実際、走行タイムと全長の数字から平均速度を算出すると計算が合わないことがわかる）。夜の都市の中、高速道路を駆ける。長いストレートもあれば長い複合カーブもあり、大橋で大ジャンプするポイントもある。

## マシン
マシンはその性能から、クラス1（性能低）からクラス4までとスペシャルクラス（性能高）の5つに分類され、レースは基本的に同クラスのマシン同士で行われる。以下はマシンとそのメーカーやスペック等の一覧表である。なお、カラーリングの括弧内の数値はXbox LIVEのダウンロードコンテンツ配信データを含んだ物。
| マシン                           | メーカー                 | クラス     | ドリフトタイプ | カラーリング |
| -------------------------------- | ------------------------ | ---------- | -------------- | ------------ |
| FIERA（フィエラ）                | KAMATA（カマタ）         | 1 3        | スタンダード   | 4 (5)        |
| ABEILLE（アベイユ）              | age（アージュ）          | 1 3        | スタンダード   | 4 (5)        |
| PROPHETIE（プロフェシー）        | age（アージュ）          | 1 3        | マイルド       | 4 (5)        |
| WILD GANG（ワイルドギャング）    | TERRAZI（テラジ）        | 1 3        | マイルド       | 4 (5)        |
| BAYONET（ベイオネット）          | DANVER（ダンヴァー）     | 1 3        | ダイナミック   | 4 (5)        |
| STARNOSE（スターノーズ）         | TERRAZI（テラジ）        | 1 3        | ダイナミック   | 4 (5)        |
| FATALITA（ファタリタ）           | ASSOLUTO（アッソルート） | 2 4        | スタンダード   | 4 (5)        |
| BISONTE（ビゾンテ）              | ASSOLUTO（アッソルート） | 2 4        | スタンダード   | 4 (5)        |
| MELTFIRE（メルトファイア）       | SOLDAT（ソルダ）         | 2 4        | スタンダード   | 4 (5)        |
| EO（イーオー）                   | HIMMEL（ヒンメル）       | 2 4        | マイルド       | 4 (5)        |
| ESPERANZA（エスペランザ）        | GNADE（グナーデ）        | 2 4        | マイルド       | 4 (5)        |
| RAGGIO（ラッジオ）               | SOLDAT（ソルダ）         | 2 4        | ダイナミック   | 4 (5)        |
| HIJACK（ハイジャック）           | DANVER（ダンヴァー）     | 2 4        | ダイナミック   | 4 (5)        |
| ANGELUS（アンジェラス）          | KAMATA（カマタ）         | スペシャル | スペシャル     | 3 (4)        |
| CRINALE（クリナーレ）            | SOLDAT（ソルダ）         | スペシャル | スペシャル     | 3 (4)        |
| ULTRANOVA（ウルトラノヴァ）      | age（アージュ）          | スペシャル | スペシャル     | 3 (4)        |
| TERRAJIN（テラジン）             | TERRAZI（テラジ）        | スペシャル | スペシャル     | 3 (4)        |
| PRONZIONE（プロンツィオーネ）    | ASSOLUTO（アッソルート） | スペシャル | スペシャル     | 3 (4)        |
| 490B（ヨンキューマルビー）       | HIMMEL（ヒンメル）       | スペシャル | スペシャル     | 3 (4)        |
| G00（ジーマルマル）              | GNADE（グナーデ）        | スペシャル | スペシャル     | 3 (4)        |
| BASS CRUISER（ベースクルーザー） | DANVER（ダンヴァー）     | スペシャル | スペシャル     | 3 (4)        |
| PAC-MAN（パックマン）            | NAMCO（ナムコ）          | スペシャル | スペシャル     | 2 (3)        |
| MONSTROUS（モンストラス）        | （不明）                 | スペシャル | スペシャル     | 3 (4)        |

## BGM
サウンドディレクションは『リッジレーサーズ』から引き続き大久保博が担当。その他、濱本理央と遠山明孝がシリーズで初めて担当に加わった（ただし遠山は『R:RACING EVOLUTION』に参加している）。
各コースにはそれぞれデフォルトBGMが設定されており、Online Battleで遊ぶ際は必ずそのBGMが流れるが、Online Battle以外はレース開始前にBGMを選択することができる。
Xbox LIVEのダウンロードコンテンツとして、『リッジレーサーズ』と『R:RACING EVOLUTION』に収録されていた41曲を1曲単位で購入することができる。またいくつかのBGMは、続編『リッジレーサー7』の追加BGMとしてPLAYSTATION Storeで配信されており、こちらは5.1chサラウンドでリマスタリングされている。

## 関連商品
リッジレーサー6 ダイレクト・オーディオ
本作のサウンドトラック。CD2枚組み。ダウンロードコンテンツの曲以外が含まれている。スーパースィープより、2008年12月28日から12月30日に開催されたコミックマーケット75にて先行発売され、2009年1月14日に店頭での一般発売となった。結果として、本作発売から3年以上経ってからのリリースとなった（『7』のサウンドトラックよりも後に発売）。バンダイナムコゲームスによると、『7』のプロジェクト終了後に本作のサウンドトラックの発売の話も出たのだが、『7』の曲調とコンセプトが合わないなどの理由から中止になったとの事。

## 備考
『リッジレーサーズ』に比べ、ドリフトでの減速率が全体的に低下したこと（車種によっては最高速-5Km/hで直線ドリフトが可能）や、アルティメットチャージでのチャージ量が大幅に増加したことにより、1回のアルティメットチャージでニトロを3本チャージすることや、直線ドリフトで2本チャージすることなどが可能となっている。そのため、コーナリングテクニックや際どい駆け引きよりも、ニトロの"溜め"と"発動"に重きのあるゲーム性となっており、特に直線ドリフトについては「否定的な意見が多かった」と、本作の開発陣がImpress Watchのインタビューで語っている。この事を受けて、『リッジレーサー7』では直線ドリフトではあまりニトロがチャージできない仕様となった。